# Palau-saverdera
Palau-saverdera és un municipi de la comarca de l'Alt Empordà. Actualment, a la legislatura (2023), l'alcalde és Miquel Serra Trulls.

## Església de Sant Joan
L'església s'esmenta per primer cop en un document de l'any 1070 en què s'especifica que havia estat donada al monestir de Santa Maria de Roses. Està formada per tres naus i tres absis. L'absis central té forma semicircular. Els altres dos són més irregulars. Són les úniques parts de l'església de decoració llombarda.
A l'interior de l'absis principal, sobre una cornisa bisellada, hi ha un fris de doble arcada entre lesenes. A l'exterior, aquesta comporta tres sèries de dobles arcades entre lesenes, mentre les absidioles no en comporten més que dues. Estan cobertes per una volta de quart d'esfera i s'obren sobre les naus a un plec que marca la graduació. La nau central està coberta per una volta de ple arc lleugerament sobrepassada.
Les naus laterals estan dividides en quatre travesses per uns arcs tòrics amb voltes de diferents tipologies.

## Geografia

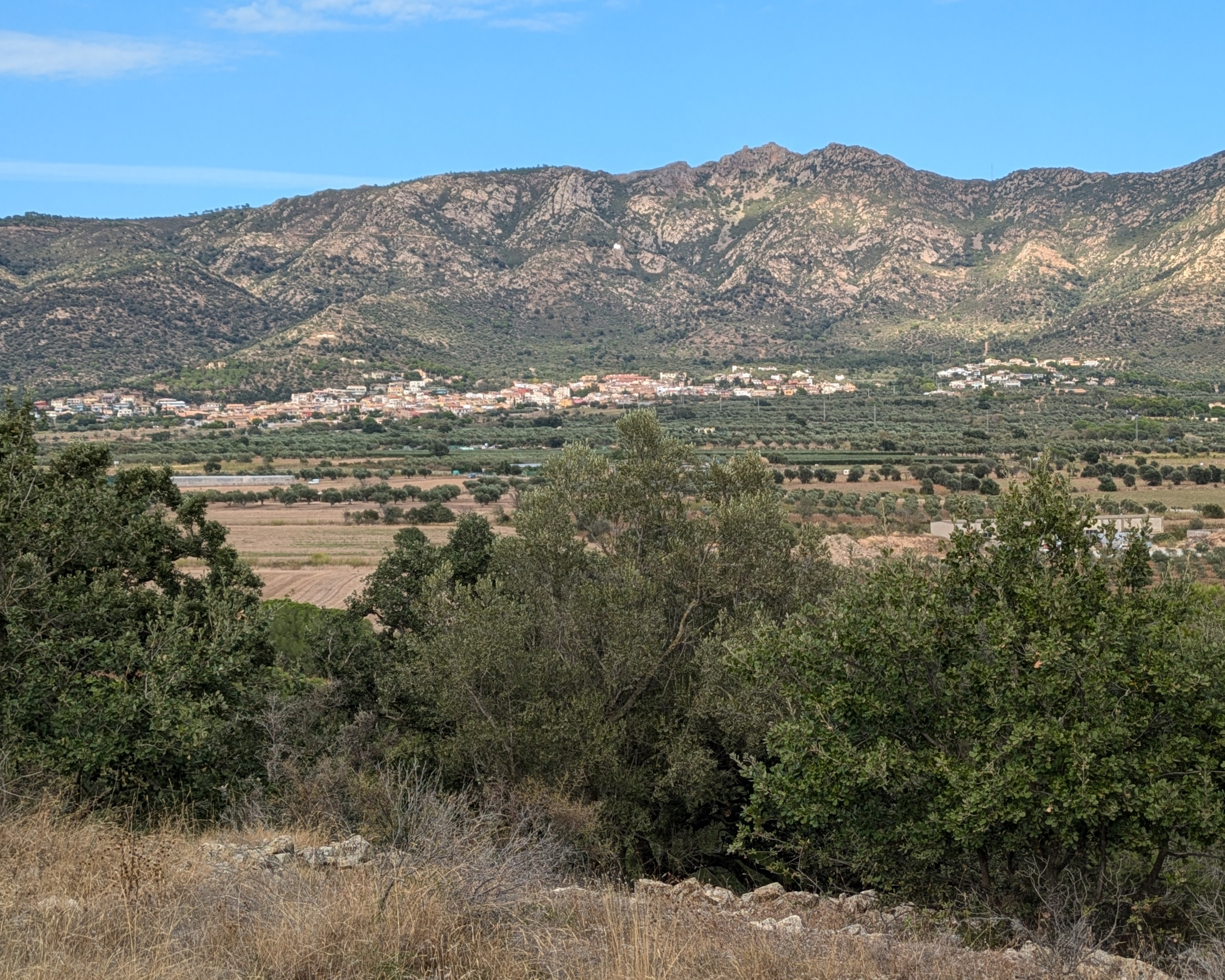
Palau-saverdera, vista mirant al nord.

- Llista de topònims de Palau-saverdera (Orografia: muntanyes, serres, collades, indrets..; hidrografia: rius, fonts...; edificis: cases, masies, esglésies, etc).

## Demografia[2]
| Entitat de població | Habitants (2023) |
| Palau-saverdera     | 1.020            |
| Mas Isaac           | 252              |
| el Mas Bohera       | 152              |
| Bellavista          | 71               |
| Font: Idescat       |                  |

| 1497 | 1553 | 1787 | 1887  | 1900 | 1920  | 1950 | 1970 | 2010  | 2024  |
| 33   | 42   | 700  | 1.229 | 969  | 1.144 | 805  | 767  | 1.475 | 1.503 |